# ZX Auto
ZX Auto, officiellt Hebei Zhongxing Automobile Co., Ltd.'s, är en kinesisk biltillverkare inriktad på SUV-och pickup-modeller. Det är ett samriskföretag mellan Taiwan Unite Leading Co. och Hebei Tianye Automobile Group Co.
Företagets bilmodeller säljs i bland annat Mellanöstern, Afrika, Sydamerika och Sydostasien, Ryssland och Australien.

## Bilmodeller
- ZX Grand Tiger
- ZX Weihu
- ZX Terralord[3]
- ZX Weishi
- ZX C3 Urban Ark